# De Grassi Street

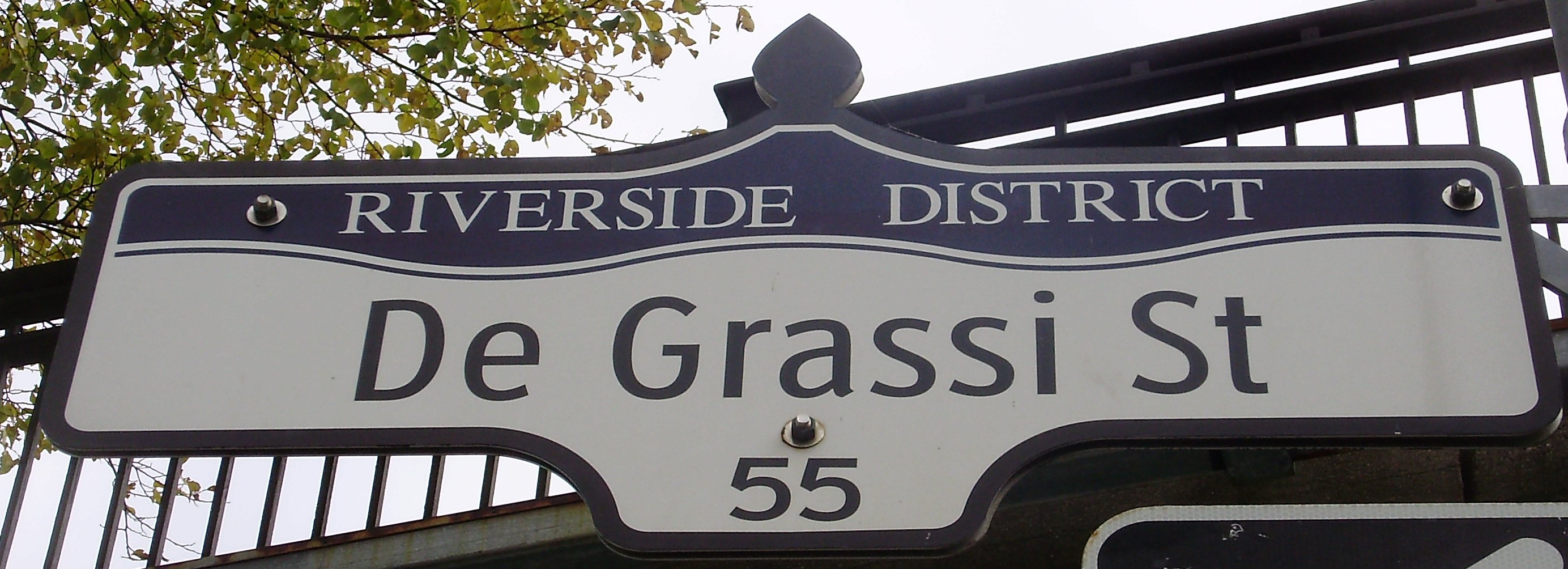
Tabliczka De Grassi Street

De Grassi Street – ulica w Toronto, w południowej części Riverdale, pomiędzy Queen Street East i Gerrard Street. Nazwana na cześć pochodzącego z Włoch awanturnika Filippo De Grassi, uczestnika rebelii w Kanadzie w 1837. Przy ulicy znajdują się dwa parki Jimmie Simpson Park i Bruce Mackey Park.  W okolicy rozgrywa się akcja seriali Degrassi.